# Carretera Federal 166
La carretera Federal 166 es una vía terrestre que va desde la localidad de Alpuyeca, municipio de Xochitepec en el estado de Morelos y termina en Cacahuamilpa en el municipio de Pilcaya en el estado de Guerrero.

## Localidades
- Morelos 
  - Alpuyeca
  - Xochicalco
  - Miacatlan
  - Mazatepec
  - Tetecala
  - Actopan
  - Coatlan del Río
  - Cocoyotla
  - Michapa
- Guerrero
  - Grutas  de Cacahuamilpa.

Esta carretera forma parte del corredor poniente del estado de Morelos, sirviendo de comunicación con el estado de México y Guerrero incluso en el mismo estado de Morelos, por medio de sus ramales estatales.

## Turismo
- Km 8.2..........Zona arqueológica de Xochicalco.(crucero a 4 km)
- Km 12.0.........Laguna el Rodeo.
- Km 15.8.........Exhacienda Miacatlan casa hogar Nuestros Pequeños Hermanos.
- Km 16.1.........Zona arqueológica de Coatetelco y Laguna Coatetelco.(crucero a 6.6 km).
- Km 22.9.........Exhacienda Santa Cruz Vista Alegre.
- Km 24.0.........Exhacienda
- Km 24.4.........Hacienda La Luz.
- Km 25.3.........Iglesia San Francisco de Asís.
- Km 26.5.........Exhacienda Actopan.
- km 30.0.........Iglesia Epifanía del Señor.
- Km 32.4.........Exhacienda Cocoyotla.